# Slovenia ai Giochi della XXVII Olimpiade
La Slovenia partecipò ai Giochi della XXVII Olimpiade, svoltisi a Sydney, Australia, dal 15 settembre al 1º ottobre 2000, con una delegazione di 74 atleti impegnati in tredici discipline.

## Medaglie

### Medagliere per discipline
| Sport       | Oro | Argento | Bronzo | Totale |
| ----------- | --- | ------- | ------ | ------ |
| Canottaggio | 1   | 0       | 0      | 1      |
| Tiro        | 1   | 0       | 0      | 1      |
| Totale      | 2   | 0       | 0      | 2      |

### Medaglie d'oro
| Medaglia | Nome                | Sport       | Evento                      |
| -------- | ------------------- | ----------- | --------------------------- |
| Oro      | Luka Špik Iztok Čop | Canottaggio | Due di coppia               |
| Oro      | Rajmond Debevec     | Tiro        | Fucile 50 metri 3 posizioni |

## Delegazione
| Sport            | Uomini | Donne | Totale |
| ---------------- | ------ | ----- | ------ |
| Atletica leggera | 11     | 8     | 19     |
| Badminton        | 0      | 1     | 1      |
| Canoa/Kayak      | 3      | 1     | 4      |
| Canottaggio      | 8      | 0     | 8      |
| Ciclismo         | 6      | 0     | 6      |
| Ginnastica       | 1      | 1     | 1      |
| Nuoto            | 4      | 2     | 6      |
| Pallamano        | 15     | 0     | 15     |
| Taekwondo        | 1      | 0     | 1      |
| Tennis           | 0      | 3     | 3      |
| Tiro             | 2      | 1     | 3      |
| Tiro con l'arco  | 1      | 0     | 1      |
| Vela             | 3      | 2     | 5      |
| Totale           | 55     | 19    | 74     |